# Die Äffin und ihre Kinder
Die Äffin und ihre Kinder ist der Titel einer Fabel, die seit der Antike in verschiedenen Fassungen überliefert ist.

## Inhalt
Die Affenmutter gebiert in diesen Fassungen stets Zwillinge, von denen sie jedoch nur ein Kind liebt und das andere vernachlässigt.
Als sie von Jägern verfolgt wird, greift sie sich ihr geliebtes Kind und trägt es bei der Flucht vor ihrer Brust. Das ungeliebte Kind, das nicht zurückbleiben will, krabbelt gegen ihren Willen auf ihren Rücken und krallt sich an ihr fest.
Da die Last der beiden Kinder sie auf ihrer Flucht beeinträchtigt, ist sie gezwungen, ihr geliebtes Kind fallen zu lassen, um sich selbst zu retten. Das ungeliebte Kind überlebt auf ihren Schultern.

## Die Überlieferung der Fabel in Antike und Mittelalter
Am Beginn der Überlieferung stehen die antiken Fassungen des Babrios, Avianus und Solinus. 
Quelle für die volkssprachlichen Fassungen des Mittelalters ist die lateinische Bearbeitung des Avian. 
Die älteste hochdeutsche Fabelbearbeitung ist jene des Strickers (Nr. 12), eine weitere mittelhochdeutsche Fassung liegt im Wartburgkrieg vor (Str. 90, 91, 98, 99, 100), zwei frühneuhochdeutsche Fassungen vor 1500 sind im Nürnberger Prosa-Äsop (Hs.: Bl. 56rb-56va; Nr. 34) und im Esopus des Heinrich Steinhöwel (Nr. 139). Eine mittelniederdeutsche Fassung liegt im Magdeburger Prosa – Äsop (Fabeln Avians, Nr. 25, Bl. 3r-3v) vor.

## Der Erzählteil
Dieser lautet in der Fassung des Strickers:
Ein jeger vuor in einen walt,
dâ wâren die affen ungezalt,
dâ wolder jagen inne.
dô sach er ein effine.
den hunden er vaste dar schrei.
diu effine het ir kint zwei:
der was si einem vil holt,
an dem andern hæte si verdolt,
daz ez hinder ir beliben wære,
daz was ir gar unmære.
si truoc daz liebe kint hin,
dô het daz leide den sin,
daz ez si umbe den hals gevienc
und ir sô vaste ane hienc,
daz siz ouch hin muose tragen.
dô begunde der jeger alsô jagen,
daz si niht mohte entrinnen.
des wart si wol innen
und warf daz lieber kint von ir.
daz was ir wille und ir gir,
daz si von dem leiden wære entladen;
daz machete ir vil grôzen schaden:
ez hienc ir an unz an die vart,
daz si dâ mit gevangen wart.

## Lehrteil
In den deutschen Fassungen bis 1500 wird die Erzählung geistlich-allegorisch gedeutet. 
Die Jäger sind an dieser Stelle ein Bild für den Tod, der jeden Menschen einholt. Die Affenmutter steht für den Sünder, der Vergnügen und Reichtum der Tugendhaftigkeit vorzieht. Das Kind, das sie liebt und schützen will, stellt die Laster, bzw. die weltlichen Güter dar. Das ungeliebte Kind verkörpert die Sünde, die auf den Schultern der Menschen lastet. 
Die Verfasser warnen vor der Fixierung auf weltliche Güter, Sinneslust bzw. allgemeiner vor einer zu sehr am Diesseits orientierten Lebensweise und fordern zur rechtzeitigen Buße für das eigene Seelenheil auf. Der Sünder, der seinen Leib und seinen Wohlstand pflegt, während er seine Seele vernachlässigt, läuft sonst Gefahr, nach dem Tod in die Hölle zu kommen.
nu hoeret unde merket mich,
waz dem jeger sî gelich,
der die effine brâhte in nôt:
daz ist der vil gewisse tôt,
der uns allen ist beschaffen;
der jaget vil manigen affen.
nu merket diu kint beide,
daz liebe und daz leide:
daz liebe kint ist werltlich guot,
des man sich müelîche abe getuot;
daz hât vil maniger unz an den tac,
daz ers niht mêr gehaben mac.
die sünde sint daz leide kint;
swie leit si doch dem menschen sint,
si halsent sich doch vaste an in.
sô erz guot muoz werfen hin
und ez niht vürbaz bringen kan,
sô hangent im die sünde an,
unz in der tîvel dar mit vâhet.
haete er si ê versmâhet
und hæte sich ir abe getân,
sô würde er maniger nôt erlân.
die affen sîn junc ode alt,
ir aller muot ist sô gestalt,
daz si vremde vröude borgent
und selten rehte sorgent
umbe deheine künftige nôt-
daz ist vil maniges affen tôt.
Nur Heinrich Steinhöwel verzichtet auf eine geistliche Ausdeutung und hält sich stattdessen an seine Vorlage.

## Affenfabeln in deutschsprachiger Überlieferung des Mittelalters
Bei einer Sichtung des Fabelkatalogs von Dicke und Grubmüller lassen sich 33 Affenfabeln, worunter all jene gezählt sind, in denen der Affe eine Rolle einnimmt, und die als deutschsprachige Bearbeitungen vor 1500 vorliegen, feststellen. Zieht man den Vergleich mit anderen Fabeltieren, wie etwa dem Löwen, der in 56 Fabeln auftritt oder dem Wolf, der gar in 83 Fabeln mit vorhandenen deutschen Fassungen in Erscheinung tritt, so ist die Anzahl der Affenfabeln geringer als diese. Dies scheint nicht weiter verwunderlich zu sein, da der Affe ein exotisches Tier ist, das im Mittelalter in Europa lediglich in Gibraltar auftritt.
| Affenfabeln                                                                                        | Katalognr. |
| -------------------------------------------------------------------------------------------------- | ---------- |
| Äffin, Fuchs und Wolf (Meerkatzen, Fuchs und Wolf)                                                 | 11         |
| Äffin und Jupiter (Äffin und Löwe / Äffin, Löwe und Bär)                                           | 12         |
| Äffin und ihre Kinder                                                                              | 13         |
| Affe als Arzt, Löwe und Fuchs                                                                      | 14         |
| Affe und Delphin                                                                                   | 15         |
| Affe und Fuchs 1                                                                                   | 16         |
| Affe und Fuchs 2                                                                                   | 17         |
| Affe und Fuchs 3                                                                                   | 18         |
| Affe als Jäger und Krähe                                                                           | 19         |
| Affe mit Linsen (Affe mit Nüssen)                                                                  | 20         |
| Affe, Natter, Schlange und Mann in der Grube (Affe, Drache und Mann in der Grube / Dankbare Tiere) | 21         |
| Affe und Nuss (Äffin und Nuss)                                                                     | 22         |
| Affe, Rabe, Schiffer und Fuchs                                                                     | 23         |
| Affe und Schildkröte                                                                               | 24         |
| Affe im Spiegel                                                                                    | 25         |
| Affe und Spielmann                                                                                 | 26         |
| Affe und Waldesel                                                                                  | 27         |
| Affe und Wanderer (Der Affenkaiser / Der Affenkönig)                                               | 28         |
| Affe und Zimmermann (Affe und Holzfäller / Affe und Schuster)                                      | 29         |
| Affen und Drache (Affen und Schlange)                                                              | 30         |
| Affen als Stadtgründer                                                                             | 31         |
| Affen, Vogel und Glühwürmchen                                                                      | 32         |
| | 85         |
| Esel, Affe und Maulwurf                                                                            | 100        |
| Fuchs und Affe 1                                                                                   | 172        |
| Fuchs und Affe 2                                                                                   | 173        |
| Fuchs und Affe 3                                                                                   | 174        |
| Fuchs und Affe 4                                                                                   | 175        |
| | 204        |
| Kalb auf dem Baum                                                                                  | 327        |
| Des Löwen Atem (Der Hofschnupfen / Des Wolfes Atem)                                                | 400        |
| Rabe, Fuchs und Affe                                                                               | 474        |
| Wolf, Fuchs und Affe (Wolf, Fuchs und Löwe)                                                        | 611        |